# IRB Junior World Rugby Trophy 2012
Die IRB Junior World Rugby Trophy 2012 war die fünfte Ausgabe des gleichnamigen Wettbewerbs in der Sportart Rugby Union, der als Qualifikation zur Juniorenweltmeisterschaft dient. Die Veranstaltung fand vom 18. bis 30. Juni 2012 in den Vereinigten Staaten statt. Den Wettbewerb entschied der Gastgeber für sich.
Unmittelbar zuvor fand in Südafrika die Juniorenweltmeisterschaft 2012 für höher eingestufte Mannschaften statt.

## Austragungsort
Sämtliche Spiele wurden im Murray Rugby Park Stadium in Salt Lake City ausgetragen.

## Teilnehmer
Acht Mannschaften nahmen am Turnier teil. Automatisch qualifiziert waren Gastgeber USA und Tonga, der Letztplatzierte der Juniorenweltmeisterschaft 2011. Weitere sechs Länder qualifizierten sich über kontinentale Meisterschaften in Afrika, Asien, Europa, Nordamerika, Ozeanien und Südamerika.
| Land     | Qualifiziert als                         |
| -------- | ---------------------------------------- |
| Chile    | Junioren-Südamerikameister               |
| Georgien | Junioren-Europameister                   |
| Kanada   | Junioren-Nordamerikameister              |
| Japan    | Junioren-Asienmeister                    |
| Russland | Zweiter der Junioren-Europameisterschaft |
| Simbabwe | Junioren-Afrikameister                   |
| Tonga    | Absteiger JWM 2011                       |
| USA      | Gastgeber                                |

## Vorrunde
Modus:
- 4 Punkte bei einem Sieg
- 2 Punkte bei einem Unentschieden
- 1 Bonuspunkt für vier oder mehr Versuche, unabhängig vom Endstand
- 1 Bonuspunkt bei einer Niederlage mit sieben oder weniger Spielpunkten Unterschied

### Gruppe A
|    | Land     | Spiele | Siege | Unent. | Ndlg. | Spiel- punkte | Diff. | Bonus- punkte | Tabellen- punkte |
| -- | -------- | ------ | ----- | ------ | ----- | ------------- | ----- | ------------- | ---------------- |
| 1. | USA      | 3      | 3     | 0      | 0     | 112:49        | + 63  | 2             | 14               |
| 2. | Tonga    | 3      | 2     | 0      | 1     | 114:43        | + 71  | 2             | 10               |
| 3. | Chile    | 3      | 1     | 0      | 2     | 92:114        | − 22  | 1             | 5                |
| 4. | Russland | 3      | 0     | 0      | 3     | 39:151        | − 112 | 1             | 1                |

| 18. Juni 2012 14:00 MDT | Chile           | 53 : 19 | Russland | Murray Rugby Park Stadium, Salt Lake City Schiedsrichter: Shuhei Kubo (Japan) |
| 18. Juni 2012 14:00 MDT | (29:14) Bericht |         |          | Murray Rugby Park Stadium, Salt Lake City Schiedsrichter: Shuhei Kubo (Japan) |

| 18. Juni 2012 18:00 MDT | USA           | 22 : 11 | Tonga | Murray Rugby Park Stadium, Salt Lake City Schiedsrichter: Mauro Rivera (Argentinien) |
| 18. Juni 2012 18:00 MDT | (6:6) Bericht |         |       | Murray Rugby Park Stadium, Salt Lake City Schiedsrichter: Mauro Rivera (Argentinien) |

| 22. Juni 2012 16:00 MDT | Tonga          | 62 : 7 | Russland | Murray Rugby Park Stadium, Salt Lake City Schiedsrichter: Vlad Iordăchescu (Rumänien) |
| 22. Juni 2012 16:00 MDT | (31:0) Bericht |        |          | Murray Rugby Park Stadium, Salt Lake City Schiedsrichter: Vlad Iordăchescu (Rumänien) |

| 22. Juni 2012 18:00 MDT | USA            | 54 : 25 | Chile | Murray Rugby Park Stadium, Salt Lake City Schiedsrichter: Shuhei Kubo (Japan) |
| 22. Juni 2012 18:00 MDT | (36:6) Bericht |         |       | Murray Rugby Park Stadium, Salt Lake City Schiedsrichter: Shuhei Kubo (Japan) |

| 26. Juni 2012 16:00 MDT | Tonga          | 41 : 14 | Chile | Murray Rugby Park Stadium, Salt Lake City Schiedsrichter: Aruna Ranaweera (Sri Lanka) |
| 26. Juni 2012 16:00 MDT | (29:7) Bericht |         |       | Murray Rugby Park Stadium, Salt Lake City Schiedsrichter: Aruna Ranaweera (Sri Lanka) |

| 26. Juni 2012 18:00 MDT | USA            | 36 : 13 | Russland | Murray Rugby Park Stadium, Salt Lake City Schiedsrichter: James Bolabiu (Fidschi) |
| 26. Juni 2012 18:00 MDT | (24:5) Bericht |         |          | Murray Rugby Park Stadium, Salt Lake City Schiedsrichter: James Bolabiu (Fidschi) |

### Gruppe B
|    | Land     | Spiele | Siege | Unent. | Ndlg. | Spiel- punkte | Diff. | Bonus- punkte | Tabellen- punkte |
| -- | -------- | ------ | ----- | ------ | ----- | ------------- | ----- | ------------- | ---------------- |
| 1. | Japan    | 3      | 3     | 0      | 0     | 113:100       | + 13  | 3             | 15               |
| 2. | Georgien | 3      | 2     | 0      | 1     | 103:60        | + 43  | 3             | 11               |
| 3. | Kanada   | 3      | 1     | 0      | 2     | 118:114       | + 4   | 3             | 7                |
| 4. | Simbabwe | 3      | 0     | 0      | 3     | 88:148        | − 60  | 3             | 3                |

| 18. Juni 2012 12:00 MDT | Japan           | 39 : 36 | Simbabwe | Murray Rugby Park Stadium, Salt Lake City Schiedsrichter: Vlad Iordăchescu (Rumänien) |
| 18. Juni 2012 12:00 MDT | (22:14) Bericht |         |          | Murray Rugby Park Stadium, Salt Lake City Schiedsrichter: Vlad Iordăchescu (Rumänien) |

| 18. Juni 2012 16:00 MDT | Georgien        | 31 : 17 | Kanada | Murray Rugby Park Stadium, Salt Lake City Schiedsrichter: James Bolabiu (Fidschi) |
| 18. Juni 2012 16:00 MDT | (19:17) Bericht |         |        | Murray Rugby Park Stadium, Salt Lake City Schiedsrichter: James Bolabiu (Fidschi) |

| 22. Juni 2012 12:00 MDT | Georgien       | 43 : 7 | Simbabwe | Murray Rugby Park Stadium, Salt Lake City Schiedsrichter: Aruna Ranaweera (Sri Lanka) |
| 22. Juni 2012 12:00 MDT | (24:0) Bericht |        |          | Murray Rugby Park Stadium, Salt Lake City Schiedsrichter: Aruna Ranaweera (Sri Lanka) |

| 22. Juni 2012 14:00 MDT | Japan           | 38 : 35 | Kanada | Murray Rugby Park Stadium, Salt Lake City Schiedsrichter: Mauro Rivera (Argentinien) |
| 22. Juni 2012 14:00 MDT | (17:14) Bericht |         |        | Murray Rugby Park Stadium, Salt Lake City Schiedsrichter: Mauro Rivera (Argentinien) |

| 26. Juni 2012 12:00 MDT | Kanada          | 66 : 45 | Simbabwe | Murray Rugby Park Stadium, Salt Lake City Schiedsrichter: Shuhei Kubo (Japan) |
| 26. Juni 2012 12:00 MDT | (47:21) Bericht |         |          | Murray Rugby Park Stadium, Salt Lake City Schiedsrichter: Shuhei Kubo (Japan) |

| 26. Juni 2012 14:00 MDT | Japan          | 36 : 29 | Georgien | Murray Rugby Park Stadium, Salt Lake City Schiedsrichter: Vlad Iordăchescu (Rumänien) |
| 26. Juni 2012 14:00 MDT | (29:5) Bericht |         |          | Murray Rugby Park Stadium, Salt Lake City Schiedsrichter: Vlad Iordăchescu (Rumänien) |

## Finalrunde

### Spiel um Platz 7
| 30. Juni 2012 12:00 MDT | Russland       | 10 : 22 | Simbabwe | Murray Rugby Park Stadium, Salt Lake City Schiedsrichter: Aruna Ranaweera (Sri Lanka) |
| 30. Juni 2012 12:00 MDT | (5:22) Bericht |         |          | Murray Rugby Park Stadium, Salt Lake City Schiedsrichter: Aruna Ranaweera (Sri Lanka) |

### Spiel um Platz 5
| 30. Juni 2012 14:00 MDT | Chile           | 43 : 31 | Kanada | Murray Rugby Park Stadium, Salt Lake City Schiedsrichter: James Bolabiu (Fidschi) |
| 30. Juni 2012 14:00 MDT | (22:10) Bericht |         |        | Murray Rugby Park Stadium, Salt Lake City Schiedsrichter: James Bolabiu (Fidschi) |

### Spiel um Platz 3
| 30. Juni 2012 16:00 MDT | Tonga          | 31 : 29 | Georgien | Murray Rugby Park Stadium, Salt Lake City Schiedsrichter: Mauro Rivera (Argentinien) |
| 30. Juni 2012 16:00 MDT | (3:10) Bericht |         |          | Murray Rugby Park Stadium, Salt Lake City Schiedsrichter: Mauro Rivera (Argentinien) |

### Finale
| 30. Juni 2012 18:00 MDT | USA             | 37 : 33 | Japan | Murray Rugby Park Stadium, Salt Lake City Schiedsrichter: Vlad Iordăchescu (Rumänien) |
| 30. Juni 2012 18:00 MDT | (15:14) Bericht |         |       | Murray Rugby Park Stadium, Salt Lake City Schiedsrichter: Vlad Iordăchescu (Rumänien) |

## Schlussplatzierungen
| Platz | Land     |
| ----- | -------- |
| 01    | USA      |
| 02    | Japan    |
| 03    | Tonga    |
| 04    | Georgien |
| 05    | Chile    |
| 06    | Kanada   |
| 07    | Simbabwe |
| 08    | Russland |

Die USA gewannen das Turnier und nahmen 2013 an der Juniorenweltmeisterschaft teil.